# Museo Aristides Carlos Rodrigues
El Museo Municipal Aristides Carlos Rodrigues se encuentra en la Av. Pereira Rego, 1000, en la localidad de Candelária, en el estado brasileño de Rio Grande do Sul, es un museo del Geoparque Paleorrota con información sobre la región. Fue inaugurado en julio de 2001.

## Colección

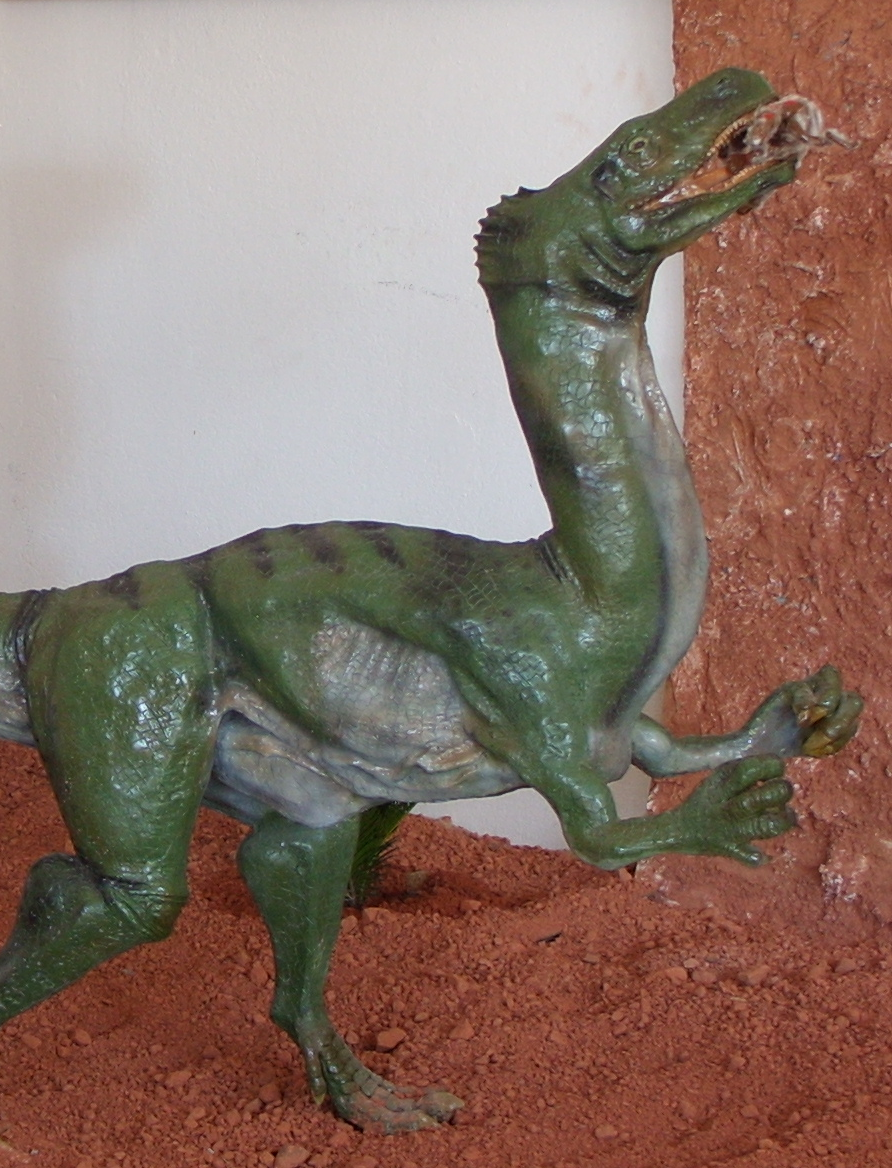
Replica Guaibasaurus en el Museo.

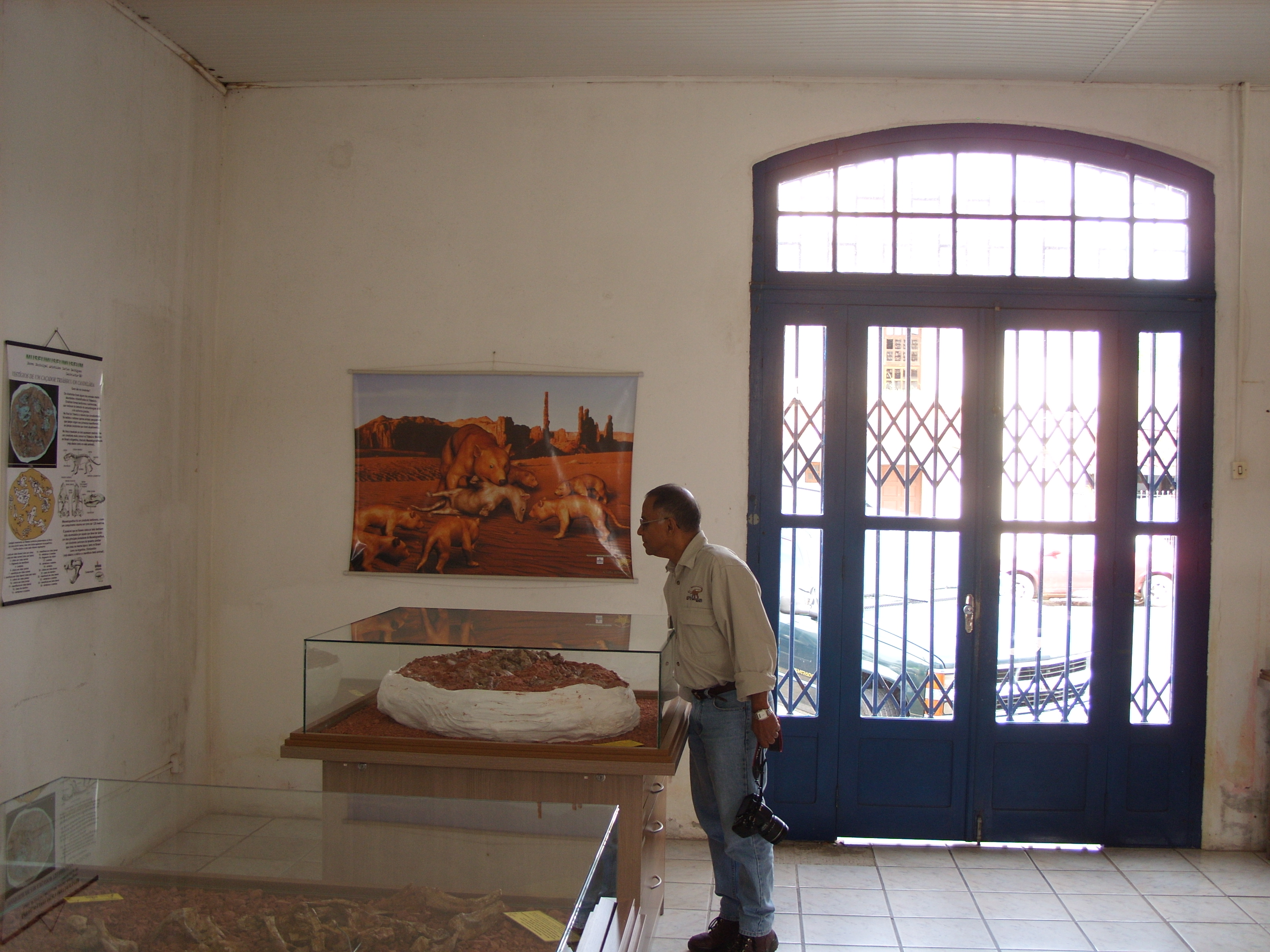
Visite el Museo (cinodontes).

Colección de efectos personales, maquinaria, artículos para el hogar y el trabajo de los colonos alemanes, paleontología, arqueología.
Expone varias especies de fósiles del período Triásico, como Dicinodonte, Tecodontos y Rincosaurio. La colección también incluye una réplica de Guaibasaurus candelarienses, descubierto en Sanga Pinheiro también conocida como Sanga de los fósiles.
Muchos fósiles recogidos en la ciudad se destinaron a este museo. UFRGS ha hecho muchas colecciones de fósiles en esta ciudad, lo que ha contribuido al crecimiento del museo.